# 锁志刚
锁志刚（1963年6月15日—），出生于陕西西安，美籍华裔固体力学家，哈佛大学力学与材料学Allen E. and Marilyn M. Puckett教授，美国工程院院士、中国科学院外籍院士,长江学者 。与高华健、卢天健、黄永刚一同被称作华人固体力学界“两健两刚”。